# Daniele Fortunato
Daniele Fortunato (Samarate, Provincia de Varese, Italia, 8 de enero de 1963) es un exfutbolista y director técnico italiano. Se desempeñaba en la posición de centrocampista.

## Clubes

### Como futbolista
| Club           | País   | Año       |
| -------------- | ------ | --------- |
| A. C. Legnano  | Italia | 1980-1985 |
| Vicenza Virtus | Italia | 1985-1987 |
| Atalanta B. C. | Italia | 1987-1989 |
| Juventus F. C. | Italia | 1989-1991 |
| S. S. Bari     | Italia | 1991-1992 |
| Torino F. C.   | Italia | 1992-1994 |
| Atalanta B. C. | Italia | 1994-1997 |

### Como entrenador
| Club               | País     | Año       |
| ------------------ | -------- | --------- |
| A. C. Cuneo        | Italia   | 2004-2007 |
| U. S. Ivrea        | Italia   | 2007-2008 |
| U. S. Pergolettese | Italia   | 2008      |
| U. C. AlbinoLeffe  | Italia   | 2011-2012 |
| S. C. Beira-Mar    | Portugal | 2014-2015 |

## Palmarés

### Como futbolista

#### Títulos nacionales
| Título      | Club           | País   | Año     |
| ----------- | -------------- | ------ | ------- |
| Serie C2    | A. C. Legnano  | Italia | 1982-83 |
| Copa Italia | Juventus F. C. | Italia | 1989-90 |
| Copa Italia | Torino F. C.   | Italia | 1992-93 |

#### Títulos internacionales
| Título    | Club           | País   | Año     |
| --------- | -------------- | ------ | ------- |
| Copa UEFA | Juventus F. C. | Italia | 1989-90 |

### Como entrenador

#### Títulos nacionales
| Título  | Club        | País   | Año     |
| ------- | ----------- | ------ | ------- |
| Serie D | A. C. Cuneo | Italia | 2004-05 |